# Націонал-анархізм

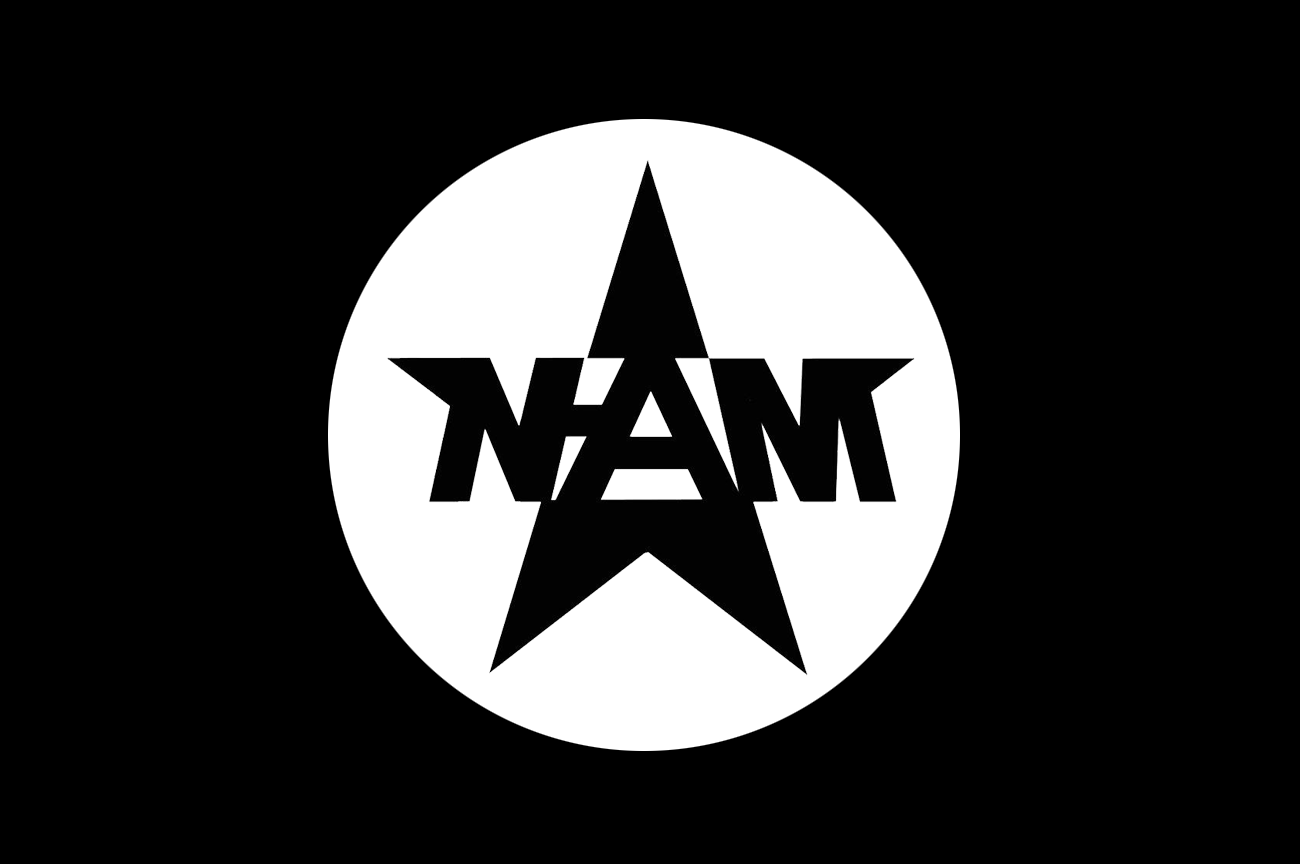
Офіційний символ Руху національ-анархістів і прапор, показаний тут як Чорний прапор, який є традиційним символом анархістів.

Націона́л-анархі́зм (також відомий як анархо-націоналізм та лібертарний націоналізм) — це радикальна, антикапіталістична, антидержавна з елементами анархізму і етнічного націоналізму політична та культурна ідеологія. Здебільшого прихильники також виступають за деурбанізацію населення, пропагують здоровий спосіб життя, мовно-культурний і расовий диференціалізм.
Термін націонал-анархізм сягає 1920-х років. Проте чітко окреслив і популяризував його британський ідеолог Трой Саутґейт у 1990-х роках. Він поєднав ідеї Консервативної революції, традиціоналізму, Третього шляху, нових правих і різноманітних анархістських шкіл. Націонал-анархісти стверджують, що вони тримаються позиції поза лівими та правими, оскільки політична система лівий-правий уже безнадійно застаріла, тому вона має бути змінена на систему централіст-децентраліст.

## Ідеологія
Націонал-анархісти вважають штучну ієрархію, що властива державі та капіталізмові, гнітючою та дегенеративною. Вони вбачають основні причини соціального занепаду націй і культурної ідентичності у модерні, лібералізмі, споживацтві, імміграції, мультирасовості, мультикультурності та глобалізації. Концепція Консервативної революції згідно з Юнґером є центральною для анархізму.

## Критика

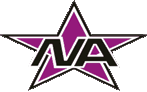
Фіолетова зірка суверенітету

Рух критикується як лівими, так і правими, звинувачується в маргінальності. Їм важко засвоїти, що білих націоналістів підтримують ідеологи Третього шляху, ісламістські, комуністичні й анархістські мислителі.
Інші течії анархізму не признають за націонал-анархізмом права на існування, заявляючи, що це всього спроба фашистів маскуватися під анархістів для успішнішого просування своїх ідей. Так, коли націонал-анархісти намагалися взяти участь в Анархістському Єретичному Фестивалі у 2000 році, їм завадили це зробити класичні анархісти. Це саме повторилося у 2001 році. Під час демонстрації антиглобалістів в Сіднеї у 2007 році націонал-анархісти проникли в колону анархістів, в результаті чого поліція була змушена захищати їх від «класичних» анархістів * .